# Il crociato in Egitto

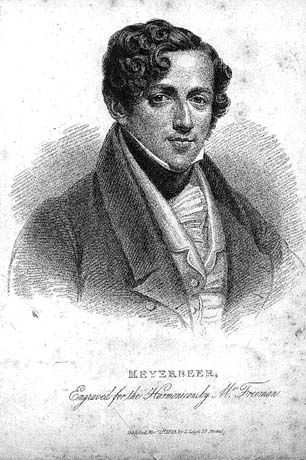
Giacomo Meyerbeer 1825.

Il crociato in Egitto (Korsfararen i Egypten) är en opera i två akter med musik av Giacomo Meyerbeer och libretto av Gaetano Rossi. Den hade premiär på La Fenice i Venedig den 7 mars 1824. Rollen som Armando sjöngs av den berömda Kastratsångaren Giovanni Battista Velluti; operan var troligtvis den sista direkt skriven för en kastrat. Den blev startskottet för Meyerbeers internationella framgång.

## Historia
Detta var den sista av Meyerbeers italienska operor och skrevs i nära samarbete med Rossi. Rollen som Armando var en av de sista som skrevs för en kastratsångare. Operan hade premiär den 7 mars 1824 på La Fenice i Venedig och blev en stor triumf för Meyerbeer. Många år senare mindes poeten Heinrich Heine premiären: "Aldrig tidigare hade jag sett en sådan uppståndelse som under föreställningen av Il crociato". 
Efter premiären i Venedig sattes Il crociato upp på Teatro della Pergola i Florens (7 maj 1824), Trieste (vintern 1824-25), Padua (sommaren 1825) och på His Majesty's Theatre i London (3 juni 1825, den första av Meyerbeers operor att framföras i England, även där med Velluti i titelrollen). Framgången sporrade Rossini, som vid tiden ledde Théâtre-Italien, att se till så att den sattes upp i Paris (25 september 1825), där rollen som Armando övertogs av sopranen Giuditta Pasta och Aladino av Nicolas Levasseur. Till varje uppsättning reviderade Meyerbeer verket och komponerade ny musik till vissa delar. Under de nästföljande tjugo till trettio åren spelades operan på nästan varje större operhus i Europa och till och med i Mexico City, Havanna och Konstantinopel.
Il crociato innehåller många delar av det som skulle komma att associeras med Meyerbeer senare franska grand opéra. Den är komponerad i stor skala och har en större orkester än någon av Rossinis italienska operor. Exempelvis så krävde Meyerbeer sex trumpeter på scenen i inledningen i kontrast till de två i orkestern. I den första aktens final, där de kristna och egyptierna konfronterar varandra, befinner sig två stora kontrasterande orkesterensembler på scenen samtidigt; bleckblåsinstrument för de kristna och ljusa träblåsinstrument för egyptierna.
Efter att Rossini hade flyttat till Paris började aktiva kompositörer i Italien att fjärma sig från Rossinis stil i en rad operor som ökade på klyftan mellan honom och den senare  "bel canto-stilen", vilken utmärkte sig genom mindre skönsång och mer emfas på den dramatiska sidan. En av dessa tidiga operor var Meyerbeers Il crociato in Egitto. Den har mycket gemensamt med Rossini, men vid en närmare titt utmärker sig några markanta nyheter. En är den än mer komplexa finalen i första akten, särskilt då användandet av två kontrasterande mindre orkestrar på scenen – en föraning om de tre orkestrarna i L'étoile du nord. Detta var motsatt riktning till vad Bellini och Donizetti senare skulle slå in på, då dessa koncentrerade sig mer sångarnas lyriska melodier än orkesterhandling och drama i stor skala; det utgör erfarenheten i Meyerbeers tyska träning och hans samröre med tidig, tysk romantisk opera såsom hos Carl Maria von Weber.  I Adrianos "Suono funereo" finns vad som kan vara ett av de tidigaste exemplen på lyrisk patos som skulle komma att bli den dominerande faktorn inom bel canto. Andra exempel är Palmides stora aria i Akt 2: "D'una madre sventurata" i vilken den unga moderns desperation återspeglas i musiken.

## Personer

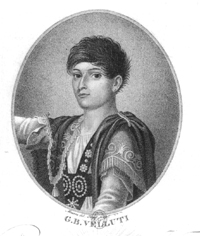
Giovanni Battista Velluti

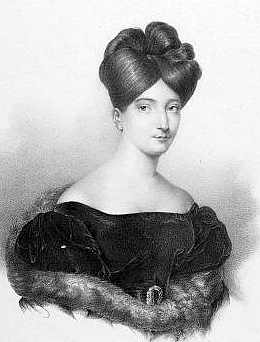
Henriette Méric-Lalande

| Roller                                                       | Röststämma    | Premiärbesättning 7 mars 1824 (Dirigent: Antonio Cammera) |
| ------------------------------------------------------------ | ------------- | --------------------------------------------------------- |
| Aladino, Sultan av Damietta                                  | bas           | Luciano Bianchi                                           |
| Palmide, hans dotter, hemligt gift med                       | sopran        | Henriette Méric-Lalande                                   |
| Armando, en Rhodosriddare, utklädd till Elmireno             | soprankastrat | Giovanni Battista Velluti                                 |
| Felicia, hans trolovade, utklädd till Rhodisriddare          | kontraalt     | Brigida Lorenzani                                         |
| Adriano, Rhodosriddarnas Stormästare                         | tenor         | Gaetano Crivelli                                          |
| Alma, Palmides förtrogna                                     | sopran        | Marietta Bramati                                          |
| Osmino, Storvesir av Damietta                                | tenor         | Giovanni Boccaccio                                        |
| Mirva, Palmides son                                          | stum roll     |                                                           |
| Kör: Kristna slavar och riddare, egyptier, imamer och emirer |               |                                                           |

## Handling
Plats: Damietta
Tid: Sjätte korståget, som började 1228.
Innan operan börjar har Armando blivit rådgivare till sultan Aladino. Armando förmodades ha dött i strid och antog ett nytt namn. Han har förälskat sig i Aladinos dotter och de har en son tillsammans. I hemlighet har han fått henne att konvertera till kristendomen.
Adriano kommer till sultanens palats för att utverka en vapenvila. Väl där känner han igen Armando. Så gör även Felicia, som har klätt it sig till korsriddare för att hitta sn älskade. Armando och de andra kristna fångarna döms därför till döden. Osmino ser till att fångarna får vapen i hopp om att de ska döda sultanen, men Armando avslöjar hans förräderi för sultanen och dödar Osmino. Sultanen går med på vapenvilan och Armando och Palmide förenas.